# Kitzscher
Kitzscher è una città di 5.729 abitanti della Sassonia, in Germania.
Appartiene al circondario (Landkreis) di Lipsia (targa L).